# Internationale Cricket-Saison 2006
Die internationale Cricket-Saison 2006 fand zwischen April 2006 und August 2006 statt. Als Sommersaison wurden vorwiegend Heimspiele der Mannschaften aus Europa ausgetragen. Die ausgetragenen Tests der internationalen Touren bildeten die Grundlage für die ICC Test Championship. Die ODIs bildeten den Grundstock für die ICC ODI Championship.

## Überblick

### Internationale Touren
| Beginn          | Heimteam    | Auswärtsteam | Resultate | Resultate | Resultate | Artikel |
| Beginn          | Heimteam    | Auswärtsteam | Test      | ODI       | Twenty20  | Artikel |
| --------------- | ----------- | ------------ | --------- | --------- | --------- | ------- |
| 29. April 2006  | West Indies | Simbabwe     |           | 5–0 [7]   |           | Artikel |
| 11. Mai 2006    | England     | Sri Lanka    | 1–1 [3]   | 0–5 [5]   | 0–1 [1]   | Artikel |
| 18. Mai 2006    | West Indies | Indien       | 0–1 [4]   | 4–1 [5]   |           | Artikel |
| 13. Juni 2006   | Irland      | England      |           | 0–1 [1]   |           | Artikel |
| 27. Juni 2006   | Schottland  | Pakistan     |           | 0–1 [1]   |           | Artikel |
| 4. Juli 2006    | Niederlande | Sri Lanka    |           | 0–2 [2]   |           | Artikel |
| 13. Juli 2006   | England     | Pakistan     | 2–0 [4]   | 2–2 [5]   | 0–1 [1]   | Artikel |
| 27. Juli 2006   | Sri Lanka   | Südafrika    | 2–0 [4]   |           |           | Artikel |
| 29. Juli 2006   | Simbabwe    | Bangladesch  |           | 3–2 [5]   |           | Artikel |
| 5. August 2006  | Kanada      | Kenia        |           | 0–2 [3]   |           | Artikel |
| 12. August 2006 | Kenia       | Bangladesch  |           | 0–3 [3]   |           | Artikel |
| 18. August 2006 | Sri Lanka   | Indien       |           | 0–0 [3]   |           | Artikel |
| 19. August 2006 | Kanada      | Bermuda      |           | 0–2 [3]   |           | Artikel |

### Internationale Turniere
| Beginn          | Turnier                    | Land        |
| --------------- | -------------------------- | ----------- |
| 16. Mai 2006    | Triangular Series 2006     | West Indies |
| 27. Juli 2006   | EAP Cricket Trophy 2006    | Australien  |
| 8. August 2006  | European Championship 2006 | Schottland  |
| 21. August 2006 | Americas Championship 2006 | Kanada      |
| 23. August 2006 | African Championship 2006  | Tansania    |

### Fortlaufende Turniere
| Dauer     | Turnier                       |
| --------- | ----------------------------- |
| 2006–2007 | ICC Intercontinental Cup 2006 |

### Internationale Touren (Frauen)
| Beginn          | Heimteam | Auswärtsteam | Resultate | Resultate | Resultate | Artikel |
| Beginn          | Heimteam | Auswärtsteam | WTest     | WODI      | WTwenty20 | Artikel |
| --------------- | -------- | ------------ | --------- | --------- | --------- | ------- |
| 29. Juli 2006   | Irland   | Indien       |           | 0–2 [2]   |           | Artikel |
| 5. August 2006  | England  | Indien       | 0–1 [2]   | 4–0 [5]   | 0–1 [1]   | Artikel |
| 21. August 2006 | Irland   | Niederlande  |           | 2–0 [3]   |           | Artikel |

## Nationale Meisterschaften
Aufgeführt sind die nationalen Meisterschaften der Full Member des ICC.
| Land        | First-Class               | List A                                | Twenty20               |
| ----------- | ------------------------- | ------------------------------------- | ---------------------- |
| England     | County Championship 2006  | Cheltenham and Gloucester Trophy 2006 | Twenty20 Cup 2006      |
|             | NatWest Pro40 League 2006 |                                       |                        |
| West Indies |                           |                                       | Stanford Twenty20 2006 |